# Gmina Klucze
Die Gmina Klucze ist eine Landgemeinde im Powiat Olkuski der Woiwodschaft Kleinpolen in Polen. Ihr Sitz ist das gleichnamige Dorf mit etwa 5000 Einwohnern.

## Geographie
Die Gemeinde liegt ungefähr 40 Kilometer westlich von Krakau im Krakau-Częstochowa-Hochland. Westlich des Hauptortes liegt die Błędów-Wüste (Pustynia Błędowska). Der Wanderweg  Szlak Orlich Gniazd (Route der Adlerhorste) führt durch die Gemeinde.
Die Gemeinde hat eine Flächenausdehnung von 119,3 km². 37 % des Gemeindegebiets werden landwirtschaftlich genutzt, 46 % sind mit Wald bedeckt.

## Geschichte
Von 1975 bis 1998 gehörte die Gemeinde zur Woiwodschaft Katowice.
Gemeindepartnerschaften
- Cserépfalu, Ungarn
- Batizovce, Slowakei
- Sondershausen, Deutschland
- Bereschany, Ukraine
- Kamjanka-Buska, Ukraine
- Pikaljowo, Russland

## Gliederung
Zur Landgemeinde (gmina wiejska) gehören folgende 15 Dörfer mit Schulzenämtern (sołectwa):
Bogucin Duży, Bydlin, Chechło, Cieślin, Golczowice, Hucisko, Jaroszowiec, Kolbark, Krzywopłoty, Kwaśniów Dolny, Kwaśniów Górny, Klucze, Rodaki, Ryczówek und Zalesie Golczowskie.

## Verkehr
Der Bahnhof des Ortes Jaroszowiec liegt an der Bahnstrecke Tunel–Sosnowiec.